# 乃万村
乃万村（のまむら）は、愛媛県越智郡にあった村である。1955年（昭和30年）に波止浜町、桜井町、富田村、清水村、日高村とともに今治市へ編入され、自治体としては消滅した。

## 地理
今治平野の北西部。北と南には丘陵地が広がり、その間に北西から南北方向にかけた細長い平地が形成されている。野間、神宮、矢田はそれぞれ小規模な谷間を形成している。
村名の由来
乃万の名は南北朝時代から古文書に目にすることができる。
川
- 浅川
- 品部川
- 延喜川
- 山田川

## 歴史
藩政期
- 松山藩領。
- 享保12年　近見山円明寺（後に延命寺と改称）が近見山山頂から移転。
- 貞享3年　年貢の減免を直訴した延喜村の木忠左衛門が紺原で処刑される。

近代
- 1887年（明治20年） - 阿方村に八代尋常小学校開設。
- 1889年（明治22年） - 乃万村発足に伴い、八代尋常小学校を乃万尋常小学校と改称。
- 1899年（明治32年） - 乃万尋常小学校を移転新築。
- 1950年（昭和25年） - 村内に昭和天皇の戦後巡幸。楠橋紋織工場などを視察[1]。
- 昭和20年代後半から40年代にかけてタオル工場が立地。

### 町の沿革
- 1889年（明治22年）12月15日 - 町村制施行に伴い、宅間、延喜、野間、神宮、矢田、山路、阿方の7か村が合併して越智郡乃万村が成立。大字延喜に役場をおく。
- 1955年（昭和30年）2月1日 - 桜井町、富田村、日高村、清水村、波止浜町とともに今治市へ編入され、自治体としての歴史を閉じる。

```
乃万村の系譜
（町村制実施以前の村）　（明治期）　　　　　　　　　（昭和の合併）　（平成の合併）
　　　　　　　　　　　　町村制施行時　　　　　　　
　　　　　　　　　　　　　　　　　う　　え　お　か　き　く
　　　　　　　　　　　今治町━━今治市━┳━┳━┳━┳━┳━━━━┓
　　　　　　　　　　　　　　　　　┃　　┃　┃　┃　┃　┃　　　　┃
　　　　　　　　　　　日吉村━━━┛　　┃　┃　┃　┃　┃　　　　┃
　　　　　　　　　　　近見村━━━━━━┛　┃　┃　┃　┃　　　　┃
　　　　　　　　　　　立花村━━━━━━━━┛　┃　┃　く　　　　┃
　　　　　　　　　　　桜井村━桜井町━━━━━━┫　┃　　　　　　┃
　　　　　　　　　　　　　　　い　　　　　　　　┃　┃　　　　　　┃
　　　　　　　　　　　富田村━━━━━━━━━━┫　┃　　　　　　┃
　　　　　　　　　　　清水村━━━━━━━━━━┫　┃　　　　　　┃
　　　　　　　　　　　日高村━━━━━━━━━━┫　┃　　　　　　┃
宅間　　━━━┓　　　　　　　　　　　　　　　　┃　┃　　　　　　┃
延喜　　━━━┫　　　　　　　　　　　　　　　　┃　┃　　　　　　┃
野間　　━━━┫　　　　　　　　　　　　　　　　┃　┃　　　　　　┃
神宮　　━━━╋━━━乃万村━━━━━━━━━━┫　┃　　　　　　┃
矢田　　━━━┫　　　　　　　　　　　　　　　　┃　┃　　　　　　┃
山路　　━━━┫　　　　　　　　　　　　　　　　┃　┃　　　　　　┃
阿方　　━━━┛　　　　　　　　　　　　　　　　┃　┃　　　　　　┃平成17年1月16日
　　　　　　　　　　　波止浜村━━波止浜町━━━┛　┃　　　　　　┃新設合併
　　　　　　　　　　　　　　　　　　あ　　　　　　　┃　　　　　　┣今治市
　　　　　　　　　　　　　　　　　　　　　　　　　　┃　　　　　　┃
　　　　　　　　　　　　　　　　　　　　吉海町━━━┻━━━━━━┫
　　　　　　　　　　　　　　　　　　　　　　　　　　　　　　　　　┃
　　　　　　　　　　　　　　　　　　　　　　　　　　　　く┃　　　┃
　　　　　　　　　　　　　　　　　　　　波方町━━━━━━┻━━━┫
　　　　　　　　　　　　　　　　　　　　朝倉村━━━━━━━━━━┫
　　　　　　　　　　　　　　　　　　　　玉川町━━━━━━━━━━┫
　　　　　　　　　　　　　　　　　　　　大西町━━━━━━━━━━┫
　　　　　　　　　　　　　　　　　　　　菊間町━━━━━━━━━━┫
　　　　　　　　　　　　　　　　　　　　宮窪町━━━━━━━━━━┫
　　　　　　　　　　　　　　　　　　　　伯方町━━━━━━━━━━┫
　　　　　　　　　　　　　　　　　　　　上浦町━━━━━━━━━━┫
　　　　　　　　　　　　　　　　　　　　大三島町━━━━━━━━━┫
　　　　　　　　　　　　　　　　　　　　関前村━━━━━━━━━━┛
　　　　　　　　　　　　　　　　　　　　　　　　　
あ – 明治41年1月1日 波止浜村が町制施行、波止浜町に
い – 大正6年10月1日 桜井村が町制施行、桜井町に
う – 大正9年2月11日 今治市、日吉村と合併、市制施行
え – 昭和8年2月11日 今治市が近見村を編入
お – 昭和15年1月1日 今治市が立花村を編入
か – 昭和30年2月1日 今治市が桜井町、富田村、清水村、日高村、乃万村を編入
き – 昭和30年8月1日 境界変更により吉海町より馬島を今治市へ編入
く – 昭和35年5月1日 境界変更により波方町大字大浦の一部を今治市へ編入
（注記）乃万村以外の合併以前の系譜はそれぞれの市町村の記事を参照のこと。

```

## 村長
- 村瀬宣親

## 地域
合併成立前の旧7か村がそのまま大字となった。
宅間（たくま）、延喜（えんぎ）、野間（のま）、神宮（かんのみや）、矢田（やた）、山路（やまじ）、阿方（あがた）
役場は大字延喜に設置した。

## 産業
米、麦、甘藷、野菜類（大根等）などを産した。昭和初期にタオル産業が興った。また、このころ乃万たくあんの生産が盛んになる。

## 名所
- 野間神社
- 近見山延命寺
- 乗禅寺
- 阿方貝塚